# 機動戦士ガンダム C.D.A. 若き彗星の肖像
『機動戦士ガンダム C.D.A. 若き彗星の肖像』（きどうせんしガンダム Char's Deleted Affair わかきすいせいのしょうぞう）は、北爪宏幸の漫画作品。角川書店の雑誌『ガンダムエース』創刊号から2009年10月号にかけて連載された。

## 概要
アニメ『機動戦士ガンダム』のキャラクターであるシャア・アズナブルを主人公に、後にクワトロ・バジーナとしてエゥーゴに身を投じるまでの一年戦争終結からグリプス戦役にかけての空白の7年間を、主にハマーン・カーンとの関係に主軸を置いて描いた作品。『0083』『Ζ』『ΖΖ』『逆襲のシャア』の登場キャラクターやメカニックも一部登場しており、時間軸のつながりを感じさせる構成となっている。本作は劇場版『機動戦士ガンダムIII』から繋がる形で描かれており、冒頭でマ・クベ（TV版では劇中で戦死）が登場する事からもそれが窺える。
作者の北爪は『機動戦士Ζガンダム』『機動戦士ガンダムΖΖ』『逆襲のシャア』に作画・キャラクターデザインで関わっており、『ガンダムエース』誌に連載された『機動戦士ガンダム THE ORIGIN』や『機動戦士ガンダム エコール・デュ・シエル』と並ぶ看板作品となった。作者は当初『機動戦士Ζガンダム』の漫画化を依頼されたが、それならば空白時期を自分の解釈で書いてみたいとしてこの作品が誕生することとなった。ハマーン・カーン役の榊原良子も本作を評価しており、劇場版『機動戦士Ζガンダム A New Translation』のキャラクター作りに役立ったという。
「公式ガイドブック」では書き下ろし1話、14巻では雑誌「Ζガンダムエース」で掲載された読み切り漫画『My First Triumph』『SAYONARA』がそれぞれ収録された。なお、『ガンダムエース』2002年12月号増刊にて、ハマーンと幼いマシュマー・セロとの出会いを描いた番外編『或る日 -H.D.A.-』が未完成の状態で掲載されたが、こちらは単行本未収録作品となっている。後にガンダムエース2010年12月号の特別付録「ガンダムエース0号」にて、オールカラーで仕上げられた完全版が掲載された。
なお、同作者の漫画『機動戦士Ζガンダム Define』は、本作品の設定を引き継いで描かれている。

## あらすじ
ア・バオア・クーでキシリア・ザビを射殺してザビ家への復讐を果たしたシャアは、亡きララァ・スンの思念の導きによってゼナ、ミネバ母子の脱出行に同行、小惑星アクシズへと向かう。そこでアクシズの指導者マハラジャ・カーンと、その娘でニュータイプの資質を持つ少女ハマーンと出会う。
一方、アクシズ内ではマハラジャら穏健派とエンツォ率いる武闘派との派閥抗争が激化、マハラジャを支持するシャアとエンツォに祭り上げられたハマーンとの間に亀裂が生じていく。やがてジオン共和国に出向くことになるシャアだがその最中、指導者のマハラジャが倒れ…。

## 主要キャラクター
本作では原作アニメのキャラクターが数多く登場するが、ここでは主要キャラクターのみ記述する。

### アクシズ
シャア・アズナブル
大佐。ザビ家への復讐を果たしたのち小惑星基地アクシズへと逃亡。父ジオン・ズム・ダイクンの思想に理解を示し無血による宇宙移民者の自治権確立を求めるマハラジャに共鳴し、以後アクシズ内の穏健派としてミネバ・ザビの皇室警護官に任命される。宇宙世紀0081〜0082年の地球連邦小惑星機動艦隊襲撃事件と、その捕虜脱走事件でアクシズ兵士の練度や強硬派の拙速さが露呈し、新たな方針を模索し始める。宇宙世紀0082年10月にハマーンのサイド3視察の随行役に任命。これが強硬派の策略と知りつつも承諾し、地球圏到達後に以前から接触のあったジオン独立同盟と合流。党首カイザス・M・バイヤーからは父の遺志を継ぎ決起するよう打診されるが時期尚早として固辞した。なお、アクシズに帰還するまでの間に強硬派が「真ジオン公国軍」を名乗ってクーデターを起こして内戦状態となる。戦闘をハマーンらに任せ、シャア自身はわずかな部下と共に潜入。首謀者であるエンツォ大佐の捕縛と背任行為を公表して鎮圧した。
積極的な独立運動を推奨する意見の相違からハマーンをニュータイプおよび指導者として将来を期待していたが、自身と深い関係を持つナタリー・ビアンキ中尉の強硬派残党による殺害を黙認したことを決め手に決別。
U.C.0083年10月29日、ジオン独立同盟から知ったエゥーゴに参加するため、表向きは地球圏偵察を名目に船団を率いて退去。ルナツーで「クワトロ・バジーナ」の連邦軍籍を得て、運命の地グリーン・オアシスへと潜入する。
ハマーン・カーン
マハラジャの次女で後のアクシズ摂政。15歳の誕生日を境にエンツォの策略でミネバの世話係になる。後のカリスマ的指導者の片鱗も見られるが、容姿・性格共に既存作品の面影は希薄で、シャアに憧憬を持つ可憐なる少女。
正規パイロットではないが、緊急時にはNT専用MSシュネー・ヴァイスで出撃し、不安定ながら優れたNT能力を発揮する。サイズがすぐに合わなくなるノーマルスーツ着用せずにモビルスーツに搭乗することもあった。
U.C.0083年8月11日、内乱終結後の各派閥を纏め上げるため、シャアらの後押しで摂政に就任。父が標榜としていた無血による独立自治権獲得とは違い、アクシズの指導者として武力による独立を目指す。U.C.0086年2月6日、アクシズは地球圏へ向けて移動を開始する。
ナタリー・ビアンキ
オリジナルキャラクター。中尉。
連邦の捕虜によるハッキングで不在だった技術大尉の代わりに熾烈な攻防を繰り広げた優秀なコンピューター技術者。
仕事上親しいシャアには年齢がやや近いハマーン（ナタリーのほうが4歳上）のことをしばしば相談される一方、恩顧のあるエンツォ大佐の派閥に鞍替えするよう圧力をかけられて苦悩していた。上記を見抜いたシャアに密命の件と共に秘めた想いを告げて結ばれ、シャアの子を身篭る。
公私にわたって姉妹の様に接していたハマーンとは関係を告げた後に確執が生まれて決別。直後、エンツォ派残党により殺害された（残党に気づいていたハマーンは見殺しにした）。
マハラジャ・カーン
ハマーンの父でアクシズの最高責任者。武力闘争以外でスペースノイドの自治権を勝ち取る道を模索する穏健派。事を穏便に済ませようとするあまりアクシズ内の派閥抗争を抑えるために冷徹な手段を選べない性格的弱点をエンツォ大佐に突かれてハインツ少佐を死なせ、病床の中で実権を奪われる。
アクシズ内乱制圧後の0083年8月9日に病死。
セラーナ・カーン
ハマーンの妹でマハラジャの三女。
病床の父や姉の看病に携わる。
アンディ
中尉。リカルドと共にアクシズで再会を果たす一年戦争からのシャアの部下。ジオン本国の視察に同行し、任務全般にわたり補佐している。時折、オクサーナとは良いコンビネーションをみせる。戦後はシャアとともに地球圏に随行し、アポリーと名を変える。
リカルド・ヴェガ
中尉。一年戦争からのシャアの部下で、アンディと共にアクシズで再会を果たす。シャア達のジオン本国の視察には同行せず、アクシズに残り強硬派の動きを監視する役目を任されるが、思うように成果はあげられていない。強硬派がクーデターを起こした際には、穏健派MS部隊の指揮官を任された。敵側に回った旧知の間柄であるヤヨイを説得するも、その最中にハマーンに撃墜され号泣している。戦後はシャアとともに地球圏に随行し、ロベルトと名を変える。
エンツォ・ベルニーニ
オリジナルキャラクター。大佐。アクシズの兵力総括顧問。戦争継続による独立獲得を求める急進派のリーダーで、裏で様々な策謀を繰り広げる。個人としての才覚器量には乏しいが、独立志向の強いアクシズで彼に共鳴する者は多い。敵対者には容赦しないが、部下の死を嘆くなど自分に近い人物に対してはそれなりに思いやりがある。ただし、他人を立身出世の道具として扱う傾向が強く、マハラジャ提督の穏健さに付け込んだ身勝手な振舞いも多い。またクローン兵士部隊の創設を極秘に推し進めている。ハインツの死に対する関与の疑惑を暴露されたことをきっかけに、アクシズの実権を握るため「真ジオン公国軍」を名乗りU.C.0083年7月31日にクーデターを起こす。クーデターは失敗に終わったものの、結果として思惑通り急進派を促す結果となった。
ファビアン・フリシュクネヒト
オリジナルキャラクター。少尉。強硬派に属するMSパイロットの美青年。愛称はファビイ。エンツォ大佐の密命を受け、ハマーンを篭絡するため共にジオン本国の視察に同行するが、シャアには強硬派の手先だと看破されていた。サイド3でハマーンを襲うがシャアによって阻止される。シャアの計らいで銃殺は免れ追放処分となった。のちに連邦軍の軍籍を入手した事で窮地に陥ったシャアらの救援に駆けつけている。
ハインツ・ヴェーベルン
オリジナルキャラクター。少佐。穏健派の中心的存在であり、アクシズの将来を担う人物としてマハラジャからの信頼が篤い。強硬派の跳梁を憂いており、これを糾弾すべく独自に行動をおこすが策略にはまり殺害される。
ジェシカ・ディアス
オリジナルキャラクター。少尉。家族を戦災で亡くしたことで戦争継続には反対の考えを抱く。穏健派のハインツ少佐に好意を寄せており、献身的に補佐をするが、強硬派の策略によりハインツを死なせる要因を作ってしまう。のちにその仇を討つため強硬派へと鞍替えしたふりをして内情を探り、公の場でエンツォ派の陰謀を暴露。これがアクシズ内乱のきっかけとなる。戦後、ハマーンの方針で穏健派が冷遇されたため、シャアの地球圏行きを志願し随行、ジェーンと名を変える。しかし、実戦を好まないため、ジオン残存軍の支援に回った。
ヤヨイ・イカルガ
オリジナルキャラクター。伍長。一年戦争敗退後に地球圏から流れてきた、元MSパイロットを自称する少女。ニュータイプ研究所出身で、ニュータイプとして高い認識力を持つが、軍人として有能といえない部類であるため、周囲からはそうとは見られずに軽んじられている。後に才能を見出され昇進を条件にトゥッシェ・シュヴァルツのパイロットに選出。アクシズ内乱ではハマーンを圧倒するが、旧知の間柄であるリカルドの説得中に撃墜され戦死した。
ジェレミー・ヴァンダム
オリジナルキャラクター。中佐。穏健派の領袖の一人。「ハインツ中佐衝突事故」の真相究明のため、臨時総会を開催させジェシカ少尉に質問、事故の真相を暴く。更なる露見を恐れたエンツォ派がクーデターを起こすと、この成功を阻止すべく同志を集めてカウンタークーデターを決行した。戦後は、冷遇された穏健派を率いシャアとともに地球圏に随行している。
スミレ・ホンゴウ
オリジナルキャラクター。准尉。アクシズでサイコミュ兵器の開発に従事していた技術士官。ナタリーの士官学校での後輩にあたる。制御システムごとMSに搭載可能な小型サイコミュ兵器（後のファンネル）、及び同兵器を搭載したNT専用次世代MS（後のキュベレイ）の発案・設計者である。所属するサイコミュ研究部門がエンツォ大佐の管理下にあったため、アクシズ内乱時にはエンツォ派の下でトゥッシェ・シュヴァルツのオペレートを担当していたが、強化人間にされた同期の友人レベッカ・ファニング少尉が戦闘中に廃人になってしまった事を受けエンツォ派のやり様に嫌気が差し、ガンダリウムγの組成図を持ち出して穏健派に寝返った。さらには慕っていたナタリーの死によって退役を決意、シャア一行と共に地球圏へ向かい、その後はアナハイム・エレクトロニクスに身を寄せた。
イリーナ・レスコ
オリジナルキャラクター。中佐。ミネバ・ザビ付の親衛隊隊長。ハマーンの摂政就任後シャアらとともに地球圏へ向かい軍を退役。

### 地球連邦
ジャミトフ・ハイマン
一年戦争後の地球連邦軍における急進派の頭目として様々な面で暗躍している。ジオン残党狩りを名目に上司のジーン・コリニーへティターンズの創設を進言する。
グリーン・ワイアット
ジャミトフと同じく連邦軍の急進派だが、彼には無能扱いされるなどライバル関係にある。ベン・ウッダーやライラ・ミラ・ライラらが所属する機動艦隊を率い、ゼブラゾーンに潜伏するジオン独立同盟基地ヴァールシカを襲撃。基地陥落直前に自爆したことを自らの手柄にしていた。
ブレックス・フォーラ
地球連邦軍の准将で、地球連邦政府議員の資格を持つ。反連邦の暴動激化とティターンズの台頭を危惧し、強力な反地球連邦組織の結成を模索。サイド1でシャアと面会してのち、エゥーゴを結成した。

### その他
オクサーナ・ボギンスカヤ
オリジナルキャラクター。ジオン独立同盟から特使として派遣され、シャアに対しジオン本国の視察を促す。主に潜入任務を得意とする諜報員で、持ち前の明るく屈託のない性格からハマーンやナタリーとも親しくなる。
カイザス・M・バイヤー
ジオン独立同盟の党首で、表向きはジオン共和国議員。マハラジャ・カーンとは旧知の間柄。シャアに対しジオン・ズム・ダイクンの遺志を継ぐようにオクサーナを派遣して地球圏への視察を促し、ジオン本国に訪れたシャアと面会し決起するように働きかけた。
ジョルジョ・ミゲル
オリジナルキャラクター。妹ナナイ・ミゲルと共にジオン独立同盟に所属する活動員。一年戦争末期に学徒動員で出撃し、戦後MSパイロットの腕を買われ表向きは地球連邦軍に所属している。連邦内部のスペースノイド独立を目指す動きについてシャアに話した。のちにエゥーゴ結成に参加するようシャアに働きかけ、連邦軍の軍籍を入手するなど便宜を図る。物語終盤にてサイド1で開催される会議を襲撃しに向かうティターンズとの交戦中に、コックピットをジムに貫かれ戦死する。
カムジ
オリジナルキャラクター。准尉。ジオン独立同盟に所属する少女で、表向きはサイド3の貿易会社の経営者兼歌手。登場時15歳。一年戦争に参加し初陣でジム5機を撃墜した経歴を持ち、遊戯のような操縦でG-3ガンダムをザクマシンガン1発で戦闘不能にするなどニュータイプとしての素質を持つが、ビットを制御する能力に恵まれず、そのため本人もニュータイプであることを否定している。その後、シャアのエゥーゴ参加に協力するが、カムジ自身は連邦軍の内部抗争への関与を拒み本業の歌手に戻った。搭乗機は黒い三連星専用高機動型ザクII。
ジェラルド・シンクレア
ゲーム『機動戦士ガンダム アドバンスドオペレーション』に登場するキャラクター。少尉。突撃機動軍第七師団所属。サイド3視察に赴くシャア一向へ救援に現れ、ジオン残党基地アムブロシアへ誘導した。以後シャアの元で活躍し、視察団がアクシズへ帰還する際には同行を志願した。搭乗機はドム・フュンフ。
イリア・パゾム
アムブロシア基地の案内役として登場。のちに生き別れになった双子の妹を探すためアクシズ行きへ同行する。ハマーンに献身的に従い、アクシズ内で勃発した真ジオン公国軍のクーデター事件では、12歳ながらパイロットとして活躍する等、ニュータイプの素質をうかがわせた。搭乗機はケンプファー。

## 主なMS・艦船
アクシズ
- MS-06F2 ザクII F2型（外宇宙用）
- MS-09R-2 リック・ドムII（外宇宙用）
- MS-09R4(MS-09RN) シュネー・ヴァイス
- MS-14S シャア専用ゲルググ改
- MS-14U ゲルググ（外宇宙用）
- AMA-00GR ゼロ・ジ・アール
- ガザタイプ試作型
- MSN-02 パーフェクト・ジオング（3号機）
- MS-09F ドム・フュンフ
- MS-18E ケンプファー
- MS-06R-1A 高機動型ザクII（黒い三連星専用機）
- MS-09RN-2 トゥッシェ・シュヴァルツ
- グワザン
- インゴルシュタット

地球連邦軍
- RGM-79 ジム
- RGM-79C ジム改
- RGM-79GS ジム・コマンド宇宙戦仕様
- RGM-79GS ジム・コマンド宇宙用（改良型）
- RGM-79SP ジム・スナイパーII
- RGM-79N ジム・カスタム
- RGC-83 ジム・キャノンII
- RX-78-3 G-3ガンダム
- ホワイトベースII

ティターンズ
- RGM-79Q ジム・クゥエル

エゥーゴ
- RMS-099 リック・ディアス
- アーガマ

## 単行本
- 第1巻 2002年11月22日刊行 ISBN 4-04-713511-9
  - フィギュア付き初回完全限定版 2002年9月1日刊行 ISBN 4-04-900753-3
- 第2巻 2003年11月25日刊行 ISBN 4-04-713582-8
- 第3巻 2004年7月26日刊行 ISBN 4-04-713642-5
- 第4巻 2004年12月25日刊行 ISBN 4-04-713689-1
  - フィギュア付き初回完全限定版 2004年12月13日刊行 ISBN 4-04-900767-3
- 第5巻 2005年5月26日刊行 ISBN 4-04-713711-1
- 第6巻 2005年10月26日刊行 ISBN 4-04-713755-3
- 第7巻 2006年3月25日刊行 ISBN 4-04-713803-7
  - フィギュア付き初回完全限定版 2006年3月10日刊行 ISBN 4-04-900779-7
- 第8巻 2006年8月26日刊行 ISBN 4-04-713844-4
- 第9巻 2007年7月26日刊行 ISBN 978-4-04-713942-8
- 第10巻 2007年12月26日刊行 ISBN 978-4-04-715002-7
- 第11巻 2008年7月26日刊行 ISBN 978-4-04-715088-1
- 第12巻 2008年11月26日刊行 ISBN 978-4-04-715135-2
- 第13巻 2009年5月26日刊行 ISBN 978-4-04-715239-7
- 第14巻 2010年3月26日刊行 ISBN 978-4-04-715334-9
- 公式ガイドブック 2010年3月26日刊行 ISBN 978-4-04-715345-5

## 備考
- ゲーム『ガンダムバトルユニバース』では、「若き彗星の肖像」というエクストラミッションが登場する。本作品での宇宙基地ヴァールシカでの戦闘をモチーフにしており、パーフェクト・ジオングやケンプファー、シャア専用ゲルググなどが出現する。
- ゲーム『SDガンダム GGENERATION WARS』では、『機動戦士ガンダムSEED』のステージのウォーズブレイクによってノイエ・ジールIIを駆った本作の姿に類似したシャアが登場する。なお、この組み合わせは『SDガンダム GGENERATION SEED』の『機動戦士ガンダムΖΖ』のステージの方が先であり（グラフィックはジオンの軍服を着たクワトロの流用で、名称がシャアになっている）、こちらは「グリプス戦役後、ネオ・ジオンに合流したシャア」という設定。